# Aytaç Sulu
Aytaç Sulu (Heidelberg, 11 december 1985) is een Turks-Duits voetballer die bij voorkeur als centrale verdediger speelt. Hij tekende in 2013 bij SV Darmstadt 98.

## Clubcarrière
Sulu werd geboren in Heidelberg en speelde in de jeugd voor FV Nußloch, SG Heidelberg-Kirchheim en SV Sandhausen. Tijdens het seizoen 2004/05 maakte hij zijn opwachting in het eerste elftal van SV Sandhausen. Vervolgens speelde de centrumverdediger bij Bahlinger SC, Hoffenheim, VfR Aalen, het Turkse Gençlerbirliği SK en het Oostenrijkse SC Rheindorf Altach. In januari 2013 kwam hij bij SV Darmstadt 98 terecht. Op 2 februari 2013 maakte hij zijn competitiedebuut voor zijn nieuwe club in de 3. Liga tegen SV Wacker Burghausen. In 2014 bereikte Sulu met SV Darmstadt 98 promotie naar de 2. Bundesliga. Daar bleef de club maar één seizoen, want in 2015 werd promotie afgedwongen naar de Bundesliga.